# Type 96 (metralhadora)
A Type 96 (九六式軽機関銃, Kyūroku-shiki Kei-kikanjū) era uma metralhadora leve usada pelo Exército Imperial Japonês no período entreguerras e durante a Segunda Guerra Mundial. Foi introduzida pela primeira vez em 1936 e dispara o cartucho 6,5x50mm Arisaka por um carregador de 30 munições montado em cima. Uma combinação de desempenho balístico inexpressivo e falta de confiabilidade fez com que o Exército Imperial Japonês tentasse substituir a Type 96 pela Type 99, embora ambas tivessem grande uso até o final da guerra.

## Usuários
- República da China
- República Popular da China[4]
- Indonésia[5]
- Império do Japão[6]
- Coreia do Norte[7]
- Tailândia[8]
- Vietnã[9]